# Paaliaq (měsíc)
Paaliaq (vyslovováno /ˈpɑːli.ɑːk/) je malý Saturnův měsíc. Objeven byl na začátlu října 2000 vědeckým týmem, jehož členy jsou Brett J. Gladman, John J. Kavelaars a další. Po svém objevu dostal dočasné označení S/2000 S 2. V srpnu 2003 dostal jméno po vymyšleném šamanovi Paaliaqovi, který je postavou knihy The Curse of the Shaman. Je členem skupiny Saturnových měsíců nazvaných Inuité. Dalším jeho názvem je Saturn XX.

## Vzhled měsíce
Předpokládá se, že průměr měsíce Paaliaq je přibližně 22 kilometrů. Podobně jako měsíce Kiviuq a Siarnaq má jeho povrch světle červenou barvu a má podobné infračervené spektrum jako tyto měsíce. To podporuje domněnku jejich společného původu.

## Oběžná dráha

Diagram znázorňující oběžnou dráhu měsíce Paaliaq ve vztahu k ostatním nepravidelným satelitům Saturnu. Excentricitu dráhy představuje žlutá čára vyjadřující vzdálenost od pericentra k apocentru. Skupina Inuitů (modře) a skupina Galů (červeně).

Paaliaq obíhá Saturn po prográdní dráze v průměrné vzdálenosti 15,2 milionů kilometrů. Oběžná doba je 687 dní.